# Елюй Даши
Елю́й Даши́ (кит. трад. 耶律達實, упр. 耶律大石, пиньинь Yēlǜ Dàshí, второе имя Чжундэ кит. 重德 1087—1143 гг.) — киданьский полководец, дипломат, император и гурхан государства Западное Ляо. Родился в 1087 году в аристократическом роде Елюй племени дийела. Являлся потомком в восьмом поколении императора государства Ляо Елюя Амбаганя и внуком императора Дао-цзуна.

## Биография
Елюй Даши получил классическое образование в академии Ханьлинь по курсу ханьской и киданьской филологии, что, впрочем, не помешало ему стать великолепным наездником и отличным лучником.
В 1115 г. Елюй Даши получил учёную степень цзиньши, чин и назначение правителем областей Дай и Сячжоу (современная провинция Шаньси, КНР). Война с восставшими чжурчжэнями уже была в полном разгаре, но линия фронта пока проходила на севере, в глубине Маньчжурии, и двадцативосьмилетний наместник в этих боях не участвовал. Только в 1122 году ему удалось встретиться с новым императором династии Ляо, Тяньцзо-ди, который, спасаясь от наседавших чжурчжэней, прибыл в свою южную столицу. Но и тут император когда-то могущественной державы не нашёл покоя, вскоре бежал, скитался по окраинам страны, в 1125 году был взят в плен и умер в ссылке.
Славу полководца Елюй Даши приобрёл ещё в молодости, будучи командующим войсками Ляо во время войны с южнокитайской империей Сун, из которой он вышел победителем. Тогда правительство китайской империи Сун, проявляя уже в который раз политическую близорукость, решило воспользоваться бедственным положением киданей и ударить им в спину. Китайские послы договорились с чжурчжэнями о совместном наступлении на южные области империи Ляо и приурочили его к 1122
году. Китайский полководец Тун Гуань выступил во главе большой армии, которой Елюй Даши смог противопоставить только 2 тысячи киданьских и татабских всадников. Впрочем, этого оказалось достаточно — китайцы были разбиты наголову. После победы армия Елюя Даши возросла до 30 тысяч всадников за счёт населения его области, опять поверившего в киданьскую доблесть. Однако в 1119 году, когда чжурчжэни всё-таки захватили Ляо, Елюй Даши попал в плен, где провёл некоторое время на правах привилегированного пленника.
Позднее, во время похода чжурчжэней на остатки киданей, объединившихся вокруг императора Тяньцзо-ди (天祚帝, Tiānzuòdì или Елюй Яньси — 耶律延禧, Yēlǜ Yánxǐ; годы правления: 1100 — 1125), Елюй Даши был у них проводником
. Чжурчжэньская армия имела задачей схватить киданьского императора, но войска попали в болотистую местность и увязли так, что не могли продолжать поход. Тогда чжурчжэньский князь Цзун-ван (Zōngwàng) приказал связанному Даши вывести войско к ставке императора Ляо. Тот вывел, и, хотя сам император успел бежать, его гарем, сыновья, дочери, дяди и сановники были схвачены врагами. За это предательство чжурчжэньский император Агуда воздал Елюю Даши честь и подарил ему жену.
Из плена Елюю Даши удалось бежать обратно к киданям. Можно было думать, что Тяньцзо-ди посетует на то, что из-за измены Даши он лишился всех близких людей, но тот принял принца-перебежчика с восторгом, потому что как раз в это время киданями был запланирован новый поход, чтобы отвоевать у чжурчжэней Западную и Южную столицы. Тут был дорог каждый человек, знающий положение в стане врага. Даши, лучше представляя положение дел, подверг принятый план кампании жестокой критике. Он указал, что восточные области страны наводнены врагами, дефиле в горных проходах уступлены без боя, что император, возглавлявший армию, не подготовился своевременно к обороне, из-за чего, естественно, вся империя попала в руки врага. Взамен он предложил свой план: обучать воинов и ждать подходящего момента. Конечно, его не послушали. Император бросил войска в наступление, которое полностью провалилось, несмотря на то что 50 тысяч татарских всадников выступили в поддержку киданей. Даши, который под предлогом болезни отказался от участия в кампании, сделал ещё одну попытку образумить монарха, но столь же неудачно. Судя по тому, что в следующем, 1125-м, году существование империи Ляо прекратилось, надо думать, что Елюй Даши правильно оценил обстановку, а это оправдывает его дальнейшие действия как в историческом, так и в этическом планах.
Не дожидаясь неминуемой катастрофы, осенью 1124 года Елюй Даши убил двух сановников, проводивших губительную политику неподготовленных и необеспеченных контрнаступлений, объявил себя ханом и ночью бежал на запад, имея при себе только 200 верных воинов. Три дня спустя он пересёк «Чёрную реку» и оказался среди тангутов, их полководец (сянвэнь) по имени Чуангу-эр подарили ему 400 лошадей, 20 верблюдов и тысячу овец. Это был минимум, необходимый для того, чтобы перейти пустыню. Каждый всадник получил кроме боевой, собственной, одну вьючную и одну заводную (то есть запасную) лошадь. Военное оборудование и жидкости можно было погрузить на верблюдов, а овцы в степи — передвижной запас пищи. Благодаря помощи онгутов Елюй Даши пересёк пустыню Гоби за трое суток беспрерывного марша и достиг крепости Хотунь на Орхоне, крайнего западного пункта киданьской империи. Эта крепость вследствие своей особой важности имела 20-тысячный гарнизон, без слова подчинившийся Елюю Даши. Там он принял титул гурхана Северной Ляо, то есть «всенародного хана», и стал знаменем борьбы кочевых племён с чжурчжэньской экспансией. К Даши стали стекаться киданьские воины и представители тех племён (источники называют число 18 племён), что не желали менять власть Ляо на чжурчжэньскую. В крепости Даши призвал своих сторонников готовится к мести чжучжэням и восстановлению Ляо, но для этого Даши предлагал отступить на Запад и откуда начать борьбу с чжурчжэнями. Воинов готовых сражаться с Даши добровольно насчиталось 10 с лишним тысяч. Были назначены чиновники, созданы склады с припасами и оружием. На новый год по китайскому календарю (по европейскому шёл 1125 год) Даши совершил жертвоприношения белой лошади и серого быка духам неба, земли, и предкам. Войско было собрано и подготовлено к походу. Но силы в войне с чжурчжэнями были неравны, и в 1129 году Елюй Даши уходит ещё дальше на запад. Было направлено послание к уйгурскому идыкуту Билэйгэ в котором Даши напомнил о милостивом обращении Абаоцзи с уйгурами начавшимся после западного похода киданей, когда император предложил уйгурам восстановить их старые владения в Джунгарии или поселиться в Ганьсу. Даши попросил у уйгур право мирного прохода в страну «арабов». Билэйгэ встретился в Даши и они пировали три дня. Билэйгэ подарил Даши 600 лошадей, 100 верблюдов, 3000 овец и дал возможность беспрепятственно пройти через уйгурские земли, дав своих сыновей и внуков в заложники на время прохода. Потом Даши честно отпустил их.
С этого времени кидани, ушедшие с ним, получают название каракитаи (кара-кидани — «чёрные кидани»). Укрепившись в южной Джунгарии, он получает власть над семью оседлыми областями и восемнадцатью кочевыми племенами. В этот период Средней Азией правила династия Караханидов, из-за внутрисемейных распрей вынужденная подчиниться сельджукскому султану Санджару, самому влиятельному правителю мусульманского Востока.
Даши удаётся без больших усилий занять столицу караханидов, город Баласагун, после чего ему покоряются также Мавераннахр и Хорезм. В результате Елюй Даши создаёт державу, простиравшуюся от Каспия до пустыни Гоби, которая в китайской историографии упоминается как «Западное Ляо». А часть каракитаев, отделившись от своих соплеменников, создают на севере степи независимое Найманское ханство. Отделение, видимо, происходило по религиозному признаку: все найманы были несторианами. Однако и в каракитайской империи количество несторианских общин увеличивалось, и они пользовались покровительством государства.
С давней мечтой о восстановлении киданьской империи Ляо на Дальнем Востоке Елюю Даши пришлось распрощаться. Попытки проведения активных военных действий и со стороны чжурчжэней в 1130—1131 гг., и со стороны гурхана в 1134 году результатов не дали — войска обеих сторон вернулись из походов, даже не увидев противника. Горы и пустыни сделали непримиримых врагов взаимонедоступными. Одни обрели новую родину, другие на развалинах Ляо создали империю Цзинь (кит. 金朝 Jīn Cháo, букв. Золотая).

## Битва в Катванской долине
В 1137 году под Ходжентом Елюй Даши наголову разгромил войска самаркандского правителя Рукн ад-дин Махмуд-хана. Султан Санджар, восприняв это как реальную угрозу исламскому миру, начал собирать элитные войска со всего мусульманского Востока. К 1141 году его армия была усилена вспомогательными отрядами из Хорасана, Седжестана и горных областей Гура, Газны и Мазандерана. Здесь были лучшие войска мусульманского мира, закалённые в боях с греками и крестоносцами, экипированные по последнему слову тогдашней техники. Войско Санджара исчислялось приблизительно в 100 тысяч всадников. Таких сил не собиралось даже для войны с крестоносцами.
Касательно численности войска Елюя Даши между историками существуют разногласия. Например, один из наиболее известных арабо-курдских историков, Ибн аль-Асир, утверждал, что Даши выставил 300 тысяч воинов «из киданей, тюрок и китайцев». Однако Л. Н. Гумилёв оспаривает это утверждение следующим доводом: 

Киданей было меньше 30 тыс. всадников. Тюрки в большинстве своём жили севернее и западнее Балхаша, то есть за пределами кара-китайской державы. Никаких китайцев быть не могло. Восточные кочевники-монголы в это время активно воевали с чжурчжэнями, тангуты тоже. Короче говоря, неоткуда было прийти подкреплениям для войны с мусульманами, да и незачем было восточным степнякам поддерживать хана, сбежавшего от них— «Поиски вымышленного царства», раздел 2 «Трилистник птичьего полёта», гл. 6 «Прообраз героя легенды».
.
Войска сошлись 9 сентября 1141 года на Катванской равнине, расположенной между Ходжентом и Самаркандом. Елюй Даши, разделив своё войско на три части, оттеснил мусульман в долину Диргама (один из притоков Зеравшана) и разгромил их. Султан Санджар успел убежать, но его жена и соратники попали в плен, а 30 тысяч лучших сельджукских воинов погибли.
Елюю Даши такого исхода битвы удалось добиться благодаря своим знаниям о военных тактике и стратегии, использовавшихся чжурчжэнями.
Битва в Катванской долине стала одним из самых грандиозных сражений XII века во всемирной истории.
С Катванской битвы начался расцвет уйгурских городов, а там, где власть попадала в руки христиан, мусульманских купцов облагали налогом.
Развивая успех, Елюй Даши без особого труда овладел Самаркандом и Бухарой, распространив свою власть на всю территорию Мавераннахра.

### Китайская версия
Китайские источники также сохранили смутное упоминание о битве Даши в западных странах с 100-тысячной армией народа «хуэршань». Елюй Даши ободрил своих воинов, сказав, что в крупной вражеской армии невозможно одновременно управлять «головой и хвостом». Сяо Волила и Елюй Суншань ударили по правому флангу врага с 2500 воинов. Сяо Лаабу и Елюй Шисюэ с 2500 воинов атаковали левый фланг. Основные силы во главе с Даши ударили по центру. Враги бежали и кидани истребляли их на протяжении десятков ли. Даши расквартировал воинов для отдыха. Через 90 дней к нему приехал мусульманский князь и привёз дань.

## Миф о христианском царстве на Востоке
Известие о Катванской битве, докатившись до Европы, вызвало волну слухов, домыслов и сказок о христианском государе Востока пресвитере Иоанне, разбившем мусульманскую армию Санджара. У католического крестового воинства появилась надежда на сильного союзника — христианское царство, существовавшее к востоку от Персии. На самом деле его не было, но идея его существования, его необходимости и даже возможности осуществления возникла и играла роль в политической и военной истории Азии. Христианское царство, возглавляемое царем-священником, — только мечта восточных христиан, но эта мечта была настолько действенна, что к моменту смерти Елюя Даши многим начала казаться реальностью, и ради мечты примирились былые враги — несториане и яковиты (монофизиты). Объединение этих двух церквей, с полным пренебрежением к догматике, состоялось в 1142 году, ещё при жизни Елюя Даши.
Слухи об успехах несторианства на Востоке проникли в Европу и дали пищу для возникновения легенды о попе Иоанне, могучем восточном царе-первосвященнике, якобы желающем помочь латинским крестоносцам в их походах. Этот миф, появившийся в 1145 году, через два года после смерти Елюя Даши, в сочинениях Оттона Фрейзингенского, был повторён и другими летописцами и воспринимался как абсолютно достоверный. Папа римский Александр III направил восточному «попу Иоанну» обширное послание, однако его посол не нашёл в Азии ни царя-первосвященника, ни его царства. Последующие путешественники считали героями легенды реально существовавших правителей-несториан, возглавлявших степные ханства. Гийом де Рубрук полагал, что речь идёт об Инанч-хане Найманском, а Марко Поло — что о Ван-хане Кераитском. Однако оба они возглавили свои народы позднее возникновения легенды о папе Иоанне. В новейшие времена личность прототипа царя-первосвященника стала предметом исследований и споров учёных. Загадка разъяснена В. В. Бартольдом и окончательно разрешена Л. Н. Гумилёвым, посвятившим этой проблеме целую книгу. Героем слухов, переродившихся в легенду о папе Иоанне, мог быть только гурхан Елюй Даши, основатель кара-киданьской державы. Походы его финансировала несторианская Уйгурия. В Катванской битве 1141 года войска Елюя Даши разгромили армию сельджукского султана Санджара, дотоле внушавшую ужас папским крестоносцам, одержавшую победу над лучшими полководцами Европы. Крестоносцам хотелось видеть в кара-киданях своих союзников — так родилась легенда о папе Иоанне и его царстве.
Сам гурхан Елюй Даши несторианином не был. Воспитание он получил конфуцианское. Мусульманский автор Ибн аль-Асир называет его манихеем. Свои послания к мусульманским правителям гурхан предварял исламской формулой: «Во Имя Бога, милостивого, милосердного». Достоверно известно, что незадолго до смерти Елюй Даши перед своими полками приносил серого быка и белую лошадь в жертву небу, земле и предкам, а это явно акт древнемонгольской «чёрной веры». Впрочем, возможно, Елюй Даши (подобно Чингисхану и первым Чингизидам) отличался религиозным равнодушием и совершал языческие обряды в угоду части своей армии. Остаётся невыясненным, почему Елюй Даши в легенде назван Иоанном. Несториан среди кара-киданей было не меньше, чем язычников, а имя Иоанн в несторианских общинах Центральной Азии было очень популярным.
В. В. Бартольд высказывал предположение о высокой веротерпимости Елюя Даши. Гурхан не мог быть проповедником одной какой-либо религии. Перед ним стояла другая задача — обеспечить мир в империи, населённой представителями чуть ли не всех конфессий: христиан и мусульман, буддистов и манихов, иудеев и тенгриан. Богат был и национально-племенной состав. В стране мирно уживались, имея взаимную выгоду от соседства, крестьяне и горожане, кочевники и охотники, купцы и воины. Чтобы снизить риск сепаратизма, Елюй Даши лично назначал командиров сотен, не объединяя их в более крупные подразделения. Уделяя большое значение армии, он в то же время строил города в самом сердце степи для укрепления караванной торговли. Благодаря этому страна процветала.
Преемники Елюя Даши на кара-киданьском престоле были буддистами, и они продолжали политику веротерпимости, заложенную основателем империи.
Приверженцы ислама никаким притеснениям не подвергались — мусульманские авторы хвалят справедливость гурханов и их уважение к исламу.

## После смерти

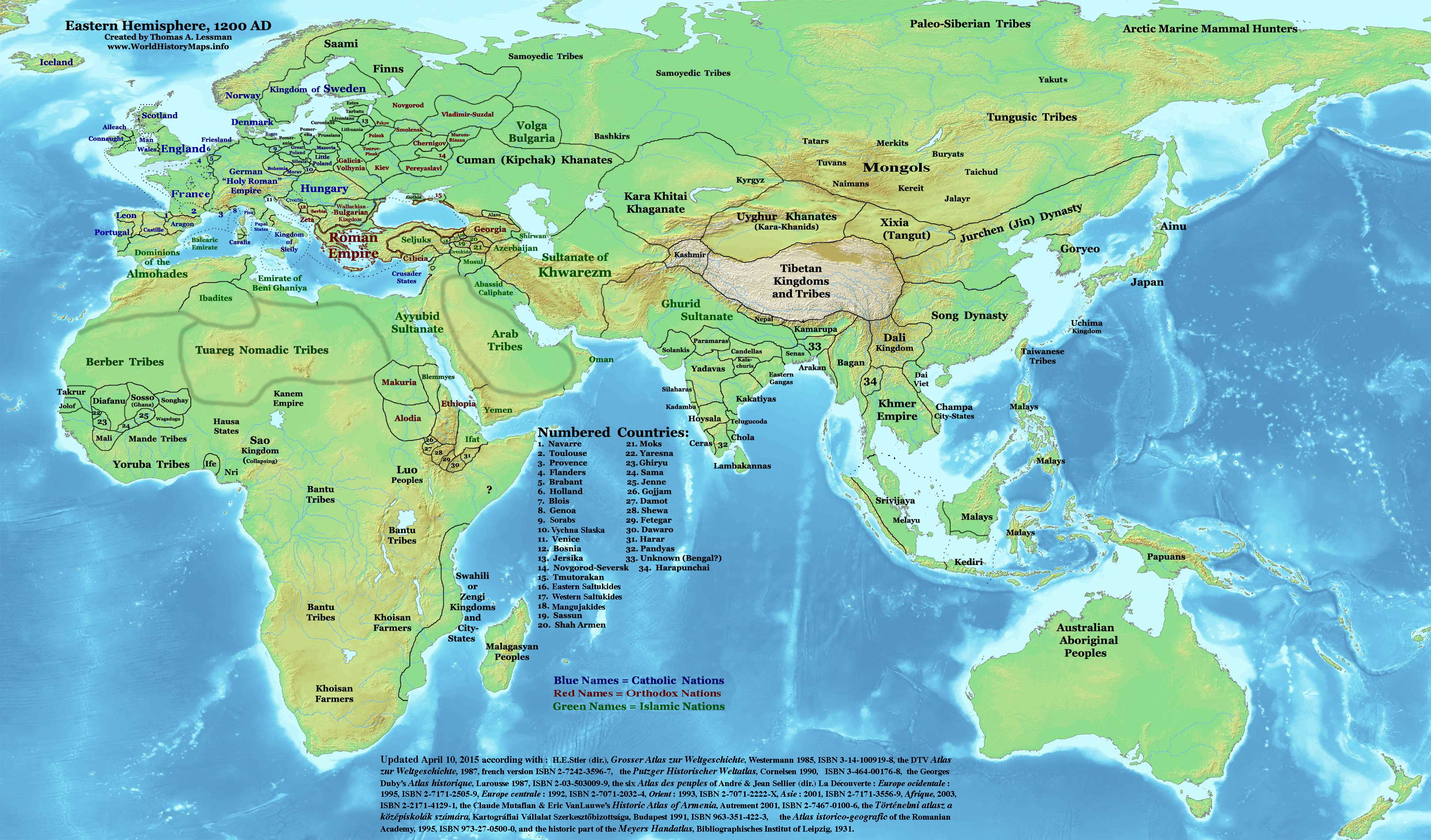
Империя каракитаев в Евразии, 1200 год

Елюй Даши умер в 1143 году. Его сын Илия (耶律夷列, Yēlǜ Yíliè) остался малолетним, и власть перешла в руки жены Елюя Даши, которую гурхан перед смертью назначил регентшей. Но даже после его смерти кочевники Монголии, а также обе дальневосточные империи: чжурчжэньская — Цзинь и китайская — Сун — рассматривали его преемников как самого Даши, и относили к нему поступки кара-киданьских правителей.
Империя кара-киданей прекратила своё существование в 1218 году в результате её завоевания Монгольской империей во главе с Чингисханом. Полное подчинение территорий, составлявших Западное Ляо, завершилось в 1220 году.
В ономастике монгольских народов, имя Елюя Даши до сих пор сохраняется как память о великом предке. В Калмыцком ханстве имя Даши было одним из самых распространённых (ныне бытующее у бурят и других монгольских народов имя Даши заимствовано из тибетского тиб. བཀྲ་ཤིས།, Вайли bkra-shis — ‘счастье’). Имя Елюй как Юлю можно встретить в генеалогии калмыцких ханов, а последнее упоминание этого имени — в пушкинской «Капитанской дочке» как калмыка Юлая. Имя другого представителя киданьского царственного дома — Елюя Чуцая — также сохранилось (как Чучей).